# Alexandra Cousteau
Alexandra Marguerite Clémentine Cousteau (Los Angeles, 21 de março de 1976) é uma cineasta e ativista ambiental. Cousteau continua o trabalho de seu avô, Jacques-Yves Cousteau e pai, Philippe Cousteau, Cousteau defende a importância de conservação, restauração e da gestão sustentável do oceano e dos recursos hídricos para uma sociedade e um planeta saudáveis e produtivos.

## Vida pessoal
Cousteau é filha de Philippe Cousteau e Jan Cousteau e a neta do explorador francês e cineasta Jacques-Yves Cousteau e de Simone Cousteau. Ela é um membro da terceira geração da família Cousteau que explora e apresenta o mundo natural. Com a idade de quatro meses, Cousteau foi levada à sua primeira expedição com seu pai, Philippe Cousteau e aprendeu a mergulhar com seu avô, Jacques-Yves Cousteau, quando tinha sete anos.

## Formação
Cousteau obteve sua licenciatura em ciência política (Relações Internacionais) em Georgetown College, em 1998. Em maio de 2016, ela recebeu o grau honorário de Doutor em Letras pela Universidade de Georgetown, sua alma mater.

## Carreira
Em 2000, Cousteau cofundou EarthEcho Internacional com seu irmão Philippe Cousteau Jr. para aprofundar o legado de sua família na ciência, na defesa e na educação.
De 2005 a 2007, Cousteau trabalhou no oceano problemas de conservação na América Central como conselheira para a MarViva.
Em 2014, Alexandra liderou uma expedição para o Canadá em parceria com a Ottawa Riverkeeper e a Aqua Hacking 2015, uma conferência focada na proteção do Rio Ottawa. Foi uma iniciativa conjunta entre a Ottawa Riverkeeper, Alexandra Cousteau Blue Legacy e Gaspe Beaubien Foundation.